# Zamoście (rejon maniewicki)
Zamoście, Zamość (ukr. Замостя, Zamostia) – wieś na Ukrainie w rejonie maniewickim obwodu wołyńskiego, w karasińskiej silskiej radzie.

## Geografia
W pobliżu Zamościa znajdują się jeziora Długie (Довге) i Ochnicz (Охнича) oraz rozległe torfowiska. W odległości 6 km na północ od wsi znajduje się rezerwat przyrody Czeremski.

## Historia
Spis powszechny z 1921 r. w rejonie Maniewicz wymienia wieś Zamoście w gminie Gródek. Była to miejscowość licząca 64 domy. Mieszkało tu 338 osób: 153 mężczyzn, 185 kobiet. Wszyscy byli wyznania prawosławnego i narodowości rusińskiej.
Pod koniec okresu międzywojennego Zamość (Zamoście) należał do gminy Maniewicze w powiecie kowelskim województwa wołyńskiego II Rzeczypospolitej.
Po II wojnie światowej w granicach ZSRR i od 1991 r. na niepodległej Ukrainie.

## Inne Zamościa w powiecie kowelskim
Prócz opisanej wyżej wsi Zamoście (Zamość) wśród miejscowości w powiecie kowelskim na Wołyniu w dwudziestoleciu międzywojennym występują następujące punkty osadnicze o nazwie Zamoście:
- Zamoście – futor (chutor) w gromadzie Kortelisy w gminie Górniki
- Zamoście – chutor w gromadzie Czersk w gminie Powórsk (Powursk)[4].

Brak informacji o funkcjonowaniu tych miejscowości we współczesnym obwodzie wołyńskim, prawdopodobnie wyżej wymienione chutory weszły w granice administracyjne wsi.